# Bruchophagus fellis
Bruchophagus fellis är en stekelart som först beskrevs av Girault 1928.  Bruchophagus fellis ingår i släktet Bruchophagus och familjen kragglanssteklar. Inga underarter finns listade.